# Широбоков, Сергей Владимирович
Серге́й Влади́мирович Широбо́ков (род. 11 февраля 1999, Малая Ита, Удмуртия) — российский легкоатлет, специализирующийся в спортивной ходьбе. Чемпион России на дистанции 20 км (2016). Чемпион мира среди юношей 2015 года. Мастер спорта России.

## Биография
Впервые заявил о себе в 16 лет, когда стал вторым на первенстве России среди юношей в ходьбе на 10 000 метров. Вслед за этим выиграл юношеский чемпионат мира в колумбийском городе Кали, опередив китайца Чжана Цзюня благодаря финишному рывку.
На чемпионате России по ходьбе 2016 года выступал в заходе на 20 км среди взрослых, где одержал неожиданную победу с результатом 1:22.31. Это был первый старт для Сергея на данной дистанции. В 17 лет он стал самым молодым чемпионом России по спортивной ходьбе за всю историю проведения соревнований.
Тренируется в Саранске в Центре олимпийской подготовки по спортивной ходьбе.

## Основные результаты
| Год  | Турнир                                            | Место проведения       | Дисциплина      | Место | Результат |
| ---- | ------------------------------------------------- | ---------------------- | --------------- | ----- | --------- |
| 2015 | Чемпионат мира среди юношей                       | Кали, Колумбия         | ходьба 10 000 м | 1-е   | 42.24,41  |
| 2016 | Чемпионат России по ходьбе                        | Чебоксары, Россия      | ходьба 20 км    | 1-е   | 1:22.31   |
| 2017 | Чемпионат Европы по лёгкой атлетике среди юниоров | Гроссето, Италия       | ходьба 10 000 м | 1-е   | 43.21,29  |
| 2017 | Чемпионат мира по лёгкой атлетике                 | Лондон, Великобритания | ходьба 20 км    | 2-е   | 1:18.55   |